# Maladie neuromusculaire
Une maladie neuromusculaire est une maladie qui affecte le fonctionnement du muscle et donc la motricité, soit directement en raison d'une atteinte des fibres musculaires elles-mêmes, soit indirectement par l'intermédiaire d'une atteinte des autres constituants de l'unité motrice :
- jonction neuromusculaire ;
- fibre nerveuse motrice dans le système nerveux périphérique ;
- corps cellulaire du motoneurone spinal dans la corne antérieure de la moelle épinière.

Les maladies neuromusculaires sont extrêmement nombreuses et parmi elles, on peut citer, selon la topographie de l'atteinte :
- les myopathies ;
- la myasthénie ;
- les neuropathies périphériques ;
- la sclérose latérale amyotrophique

Les causes des maladies neuromusculaires peuvent être :
- primitives : maladies génétiques ;
- secondaires : infection bactérienne ou virale, maladies endocriniennes, exposition à une substance toxique ;
- autoimmune : Mauvais fonctionnement immunitaire.

## Sources
- (fr) Association Myonet, France
- (fr) Liste des maladies neuromusculaires AFM
- (fr + en) Myobase : l'actualité documentaire sur les maladies neuromusculaires et le handicap moteur par le service documentation de l'Association Française contre les Myopathies (AFM)
- (fr) Dystrophie musculaire Canada